# Santa Ana de Yusguare
Santa Ana de Yusguare (betekenis: "Sint-Anna van het gebroken water") is een gemeente (gemeentecode 0616) in het departement Choluteca in Honduras.

## Bevolking
De bevolking is als volgt verdeeld:
| Vrouwen | 7466 | 50,7% |
| Mannen  | 7251 | 49,3% |

## Dorpen
De gemeente bestaat uit zeven dorpen (aldea), waarvan de grootste qua inwoneraantal: Santa Ana de Yusguare (code 061601) en Pueblo Nuevo (061605).